# Muzeul Orășenesc Lipova
Muzeul Orășenesc Lipova este un muzeu județean din Lipova, amplasat în Str. Nicolae Bălcescu nr. 21. Muzeul este adăpostit într-un valoros castel din secolul al XIX-lea, monument istoric și de arhitectură - Castelul Misici - și a aparținut omului politic Sever Bocu. Este expusă colecția de artă Eleonora Costescu și Vasile Varga, alcătuită din pictură românească modernă, pictură din școlile italiană, flamandă, engleză, franceză, maghiară, piese de artă decorativă (argintărie, porțelan, sticlă, mobilier).
Clădirea muzeului este declarată monument istoric, având codul AR-II-m-B-00621. Clădirea muzeului este monument istoric și de arhitectură - Castelul Misici, construit în secolul al XIX-lea și a aparținut omului politic Sever Bocu.